# Jeri Taylor
Jeri Cecile Taylor (* 30. Juni 1938 in Bloomington, Indiana; † 24. Oktober 2024 in Davis, Kalifornien) war eine US-amerikanische Drehbuchautorin und Fernsehproduzentin. Sie erlangte besondere Bekanntheit durch ihre Beiträge zum Science-Fiction-Franchise Star Trek.

## Leben
Jeri Taylor war die Tochter von William Edward Suer und Ruah Loraze Suer.
Sie studierte Englisch an der Indiana University und der California State University.
Taylor schrieb ab Ende der 1970er Jahre Drehbücher zu verschiedenen Serien wie Unsere kleine Farm und Der unglaubliche Hulk. Sie war als Produzentin und Regisseurin bei den Fernsehserien Quincy, Das fliegende Auge, Magnum, In der Hitze der Nacht, sowie Jake und McCabe – Durch dick und dünn beteiligt. Auf Empfehlung von Lee Sheldon, mit dem sie bei Quincy zusammengearbeitet hatte, wurde Taylor zu Beginn der vierten Staffel Teil des Produktionsteams von Raumschiff Enterprise: Das nächste Jahrhundert, in dessen letzter Staffel sie neben Rick Berman und Michael Piller als Co-Ausführende Produzentin agierte. Während der letzten Staffel arbeiteten die drei gemeinsam an der Entwicklung der Nachfolgeserie Star Trek: Raumschiff Voyager und wurden als Ausführende Produzenten der Serie engagiert. Zu Beginn der zweiten Staffel wurde Taylor zur Leiterin der Drehbuchproduktion der Serie und blieb es, bis sie sich am Ende der vierten Staffel 1998 zur Ruhe setzte und diese Aufgabe Brannon Braga überließ.
Ihr erster Ehemann war der Sportmoderator Dick Enberg, mit dem sie drei Kinder hatte. Danach war sie mit David Moessinger liiert, der 2018 starb. Ihre Söhne Alexander Enberg und Andrew Enberg sind Schauspieler. Die Tochter Jennifer Jo starb 2015 an Krebs. Sie war die Stiefmutter der Schauspielerin Amy Elizabeth Moessinger.
Jeri Taylor lebte in Nordkalifornien. Sie starb am 24. Oktober 2024 im Alter von 86 Jahren.

## Werke
- Taylor, Jeri (1991). Unification. Pocket Books. ISBN 0-671-77056-X. (dt. Die Zusammenkunft, 1995, vgs Verlagsgesellschaft, ISBN 3-8025-2350-4, 1998, Heyne, ISBN 978-3-453-13979-4)
- Taylor, Jeri (1996). Mosaic. Pocket Books. ISBN 0-671-56311-4. (dt. Mosaik, 1998, Heyne, ISBN 978-3-453-13315-0)
- Taylor, Jeri (1998). Pathways. Pocket Books. ISBN 0-671-00346-1. (dt. Schicksalspfade, 2002, Heyne, ISBN 978-3-453-21360-9)